# Lugaggia
Lugaggia é uma comuna da Suíça, no Cantão Tessino, com cerca de 717 habitantes. Estende-se por uma área de 3,5 km², de densidade populacional de 205 hab/km². Confina com as seguintes comunas: Cadro, Camignolo, Canobbio, Capriasca, Comano, Ponte Capriasca, Sonvico.
A língua oficial nesta comuna é o Italiano.